# Dendroklimatologi
Dendroklimatologi är den vetenskap som undersöker och rekonstruerar forntida klimatförhållanden med hjälp av trädens årsringar och dendrokronologisk metod. Årsringarna är bredare under år med goda förhållanden och smalare under år med sämre förhållanden. Andra egenskaper än årsringarnas bredd, såsom till exempel den högsta densiteten hos årsringens höstved (maximum latewood density), har visat sig vara en mer rättvisande klimatindikator. Med hjälp av årsringar ha många lokala klimatkurvor rekonstruerats. Dessa täcker hundratals och ibland flera tusentals år. Genom att kombinera många sådana rekonstruktioner, ibland med rekonstruktioner baserade på andra former av klimatologiska proxydata, har klimatutvecklingen på regional och global nivå kunnat kartläggas. 

## Möjligheter
Årsringar är särskilt användbara för klimatrekonstruktion genom att de kan dateras mycket exakt genom dendrokronologisk korsdatering. Detta möjliggör även användning av sedan länge dött trä, som hittas i byggnader, vid arkeologiska utgrävningar, i bottensediment i sjöar och floder och i myrar. En annan fördel hos årsringarna är att de enskilda åren är tydligt avgränsade, vilket skiljer dem från andra källor, såsom borrkärnor från inlandsisar eller bottensediment. Vidare reagerar träden på flera olika klimatologiska parametrar (temperatur, fuktighet, molnighet), så att fler klimataspekter än bara temperaturen kan studeras. Detta är emellertid inte bara av godo, utan kan också ställa till en del problem. (se #Klimatfaktorer)

## Begränsningar
Vid sidan om dendroklimatologins möjligheter finns också en del begränsningar: Förekomst av störande faktorer (statistisk confounding), bristande geografisk täckning, olika genomslag för klimatfaktorerna beroende på årstid och ibland komplicerad datainsamling framför allt för historiskt mer avlägsna perioder. Olika metoder har utvecklats för att åtminstone delvis kompensera för dessa svårigheter. 

### Störande faktorer (confounding)
Det finns ett flertal såväl klimatologiska som icke-klimatologiska faktorer, liksom ickelinjära effekter, som påverkar trädens årliga tillväxt. För att studera enskilda faktorer kan man dels försöka kalibrera med hjälp av studier av botaniska försök dels genom att samla in träprover från bestånd som kan antas vara begränsade i sin tillväxt av en och samma faktor, och därmed främst återspegla just denna i sitt tillväxtmönster.

#### Klimatologiska faktorer
Bland de klimatologiska faktorer som påverkar träden i varierande utsträckning kan nämnas temperatur, nederbörd, solsken och vind. För att skilja ut dessa faktorer från varandra, kan man välja träd från extrema ståndorter, som begränsas i sin tillväxt av i huvudsak en och samma begränsande faktor. Ett exempel på en sådan extrem ståndort kan vara den övre trädgränsen, där trädens tillväxt kan antas vara begränsade av temperaturen, medan vatten där vanligen finns i överflöd. På motsvarande sätt kan träd som växer nära den nedre trädgränsen i torra och varma trakter, antas vara mer påverkade av varierande nederbördsmängder. På detta sätt kan man komma långt, men också träden på sådana extrema ståndorter påverkas av mer än en faktor. 

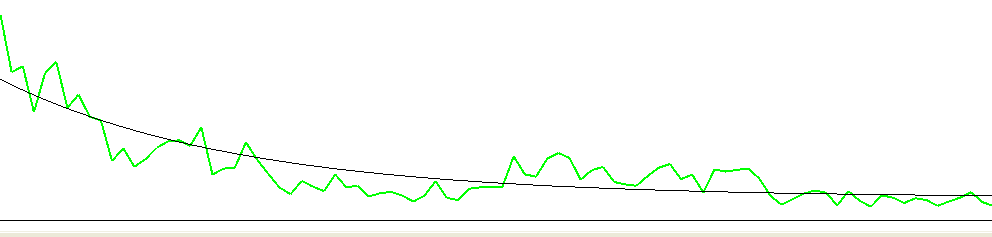
Med trädets stigande ålder avtar årsringarnas bredd på ett sätt som kan beskrivas med en negativ exponentiell funktion (grå). Den gröna kurvan avser årlig ringbredd för de 90 äldsta ringarna i brösthöjd i en tall.

#### Icke-klimatologiska faktorer
Bland de icke-klimatologiska faktorer som påverkar trädens tillväxtmönster kan nämnas jordmån, trädets ålder, skogsbränder, betestryck, skogsbruk, parasitangrepp och sjukdomar, beståndstäthet (konkurrens), luftföroreningar och koldioxidkoncentration. För att komma tillrätta med faktorer som varierar slumpmässigt från plats till plats kan man samla träprover från olika träd och bestånd. Man bör också välja träd från så opåverkade bestånd som möjligt. För att kompensera för tillväxtvariationer som beror på ålder kan man räkna om värdena i förhållande till en passande matematisk kurva, ofta en negativ exponentiell kurva.

#### Ickelinjära effekter
Normalt utgår man ifrån att det råder ett linjärt samband mellan tillväxt och tillväxtfaktor (till exempel fuktighet). Om tillväxtfaktorn varierar nog mycket, kan effekten plana ut eller till och med bli omvänd. Varje odlare vet att man kan vattna en planta både för mycket och för lite. Till detta kommer att oväntade samverkanseffekter mellan olika faktorer inte kan uteslutas. Även här hjälper dock valet av träd från extrema ståndorter att skilja ut de faktorer man vill studera. Exempelvis är det osannolikt att ickelinjära effekter på grund av alltför höga temperaturer ska drabba träd som växer nära den övre trädgränsen i sådan omfattning att det kan påverka tillväxten för hela växtsäsongen mer än marginellt. 

#### Botaniska slutsatser för att korrigera för confounding
Botaniska studier kan användas för att beräkna betydelsen av de olika tillväxtfaktorerna, och i vissa fall ge vägledning till hur man kan korrigera för dem. Sådana experiment kan gestaltas på olika sätt. Man kan antingen i växthusmiljö kontrollera alla faktorer, eller noga mäta de naturliga faktorerna i en naturlig miljö där träd växer. Genom de data man på detta sätt får fram, har man möjlighet att kontrollera hur de olika faktorerna har påverkat tillväxten och på så sätt kan genomslaget för olika faktorer förstås bättre. Utifrån dessa insikter kan man sedan dra säkrare slutsatser beträffande mätdata som erhållits ur årsringar som bildats för länge sedan.

#### Divergensproblemet
Divergensproblemet är den bristande överensstämmelsen mellan de temperaturer som uppmätts med termometrar (instrumentella temperaturer) å ena sidan, och de temperaturer som rekonstruerats med hjälp av data från årsringar från nordligt belägna skogar, å den andra. Medan de instrumentella temperaturerna visar påtagligt stigande temperaturer, syns inte motsvarande temperaturökning i många av de träd som undersökts. En temperaturkurva som hade tagits fram endast med hjälp av årsringsdata skulle inte ha visat någon märkbar temperaturhöjning. Temperaturgraferna beräknade på dessa båda sätt divergerar i förhållande till varandra sedan 1960-talet, vilket givit upphov till termen.

### Geografisk täckning
Överallt på jorden finns inte träd. Polartrakternas och havens klimat kan inte beräknas med hjälp av årsringar. I tropiska områden växer träden året runt, och bildar därför sällan tydliga årsringar. I en del skogsområden påverkas träden av flera olika faktorer så att någon säker klimatrekonstruktion inte kan göras. Problemet med bristande täckning hanteras genom att man dels inser faktum, dels genom att utnyttja andra naturliga klimatarkiv såsom iskärnor och koraller. I vissa fall kan man visa att den faktorn man studerar (temperatur eller nederbörd) samvarierar mellan olika områden. Detta kan konstateras genom att jämföra instrumentellt uppmätta temperatur- eller nederbördsserier. I sådana fall kan det vara berättigat att dra slutsatser även om klimatvariationer i områden från vilka det saknas adekvata årsringsdata.

### Säsongsberoendet
Årsringarna avspeglar den sammantagna inverkan av olika faktorer under hela växtsäsongen, medan klimatväxlingar som inträffar under vinterhalvåret kommer inte att registreras. Därtill har olika tillväxtfaktorer olika effekt beroende på när under växtsäsongen de inträffar. Ett annat problem är "minne" eller autokorrelation. Ett stressat träd kan behöva ett år eller två innan det är återställt efter ett svårt år. Detta problem kan hanteras genom mer komplex modellering. 

### Datainsamling
Årsringsprov måste samlas in från naturen, ofta från svårtillgängliga områden. Det innebär ofta att stora ansträngningar måste göras för att på ett tillfredsställande sätt kartlägga de intressanta områdena. Därtill är det ofta nödvändigt att samla in prov från svår terräng. Insamlingen sker vanligen med tillväxtborr, vilket kräver skicklighet för att få fina prover. De bästa proverna utgörs visserligen av hela skivor av stammar, men sådana prov kan inte tas från levande träd, utan att först fälla trädet, och därmed allvarligt skada värdefulla platser. Detta är särskilt olämpligt eftersom det är de äldsta träden i orörda områden som är mest intressanta. Trädfällning är dessutom ett farligt arbete. Användbara prov kan också tas från subfossila träd bevarade i blöt (eller mycket torr) miljö. Liksom vid annan experimentell verksamhet, kan det i vissa fall vara nödvändigt att göra det bästa möjliga av de data som går att utvinna från de prov som faktiskt samlats in, snarare än att försöka samla in nya för att få bättre data. Ofta försvåras möjligheten till kompletterande provtagning av det faktum att det ofta är långt mellan insamlingstillfället och uppmätningstillfället.

## Alternativa mätmetoder
Från början låg fokus endast vid ringbredden, vilket är den parameter som är enklast att mäta. På vissa trädarter kan man också mäta vårved och höstved separat. Den årliga tillväxten lämnar också andra spår. I synnerhet har den maximala densiteten hos höstveden (maximum latewood density, MXD) visat sig tydligt återspegla de aktuella tillväxtfaktorerna Tyvärr är det betydligt svårare att mäta MXD än ringbredderna — det görs med hjälp av röntgengenomlysning. Man har också studerat förhållandet mellan stabila isotoper (C12 och C13).

## Dendroklimatologi och global uppvärmning
Genom trädens årsringar finns möjligheter att avgöra huruvida 1900-talets uppvärmning har någon motsvarighet under de gångna 1000 åren eller så. Behovet att förstå den uppvärmning som antas vara orsakad av mänskliga koldioxidutsläpp genom användning av fossila bränslen, har gjort dendroklimatologin till ett högintressant forskningsområde. Det har inneburit ökande forskningsanslag och fler forskare, men har också inneburit att den påverkats av den bitterhet och de motsättningar som ofta präglar den allmänna debatten om global uppvärmning. 
Dendroklimatologi är en ung vetenskap. Förbättringar har gjorts och görs för att utvinna så mycket kunskap som möjligt från årsringarna. Även om det stora antal faktorer som påverkar tillväxten kan synas nedslående, finns det ändå mycket användbar information i dem. De slutsatser som kan göras på grundval av årsringar är, trots problemen, betydligt bättre än ingen kunskap alls om den historiska klimatutvecklingen.